# Episodi di E.R. - Medici in prima linea (quindicesima stagione)
La quindicesima e ultima stagione della serie televisiva E.R. - Medici in prima linea è andata in onda negli Stati Uniti sulla NBC dal 25 settembre 2008 al 2 aprile 2009. La stagione è stata trasmessa in Italia su Rai 2 dal 3 aprile 2009 al 19 giugno 2009.
David Lyons, dopo essere apparso come personaggio ricorrente nella precedente stagione nel ruolo di Simon Brenner, entra nel cast regolare.
Mekhi Phifer, dopo aver ricoperto il ruolo di Greg Pratt, esce di scena nel primo episodio.
Angela Bassett entra nel cast regolare nel secondo episodio nel ruolo di Catherine Banfield.
Goran Višnjić e Maura Tierney, dopo aver ricoperto rispettivamente i ruoli di Luka Kovač e Abby Lockhart, escono di scena nel terzo episodio. Maura Tierney ricompare nel ventesimo episodio.
Del vecchio cast riprendono i loro ruoli Shane West (Ray Barnett) nel quinto, ventesimo e ventunesimo episodio, Anthony Edwards (Mark Greene) nel settimo episodio, Laura Innes (Kerry Weaver) nel settimo e ventiduesimo episodio, Paul McCrane (Robert Romano) nel settimo episodio, Alex Kingston (Elizabeth Corday) nel dodicesimo e ventiduesimo episodio, Noah Wyle (John Carter) nel sedicesimo, diciassettesimo, diciottesimo, diciannovesimo e ventiduesimo episodio, Julianna Margulies (Carol Hathaway) e
George Clooney (Doug Ross) nel diciannovesimo episodio, Eriq La Salle (Peter Benton) nel diciannovesimo e ventiduesimo episodio e Sherry Stringfield (Susan Lewis) nel ventiduesimo episodio.
| nº | Titolo originale           | Titolo italiano                 | Prima TV USA      | Prima TV Italia |
| -- | -------------------------- | ------------------------------- | ----------------- | --------------- |
| 1  | Life After Death           | La vita dopo la morte           | 25 settembre 2008 | 3 aprile 2009   |
| 2  | Another Thursday at County | Un altro giovedì al County      | 9 ottobre 2008    | 10 aprile 2009  |
| 3  | The Book of Abby           | Il libro di Abby                | 16 ottobre 2008   | 10 aprile 2009  |
| 4  | Parental Guidance          | Aggressione                     | 23 ottobre 2008   | 17 aprile 2009  |
| 5  | Haunted                    | Frankenstein al pronto soccorso | 30 ottobre 2008   | 17 aprile 2009  |
| 6  | Oh, Brother                | Incidente di percorso           | 6 novembre 2008   | 24 aprile 2009  |
| 7  | Heal Thyself               | Cura te stesso                  | 13 novembre 2008  | 24 aprile 2009  |
| 8  | Age of Innocence           | L'età dell'innocenza            | 20 novembre 2008  | 1º maggio 2009  |
| 9  | Let It Snow                | Una notte da incubo             | 4 dicembre 2008   | 1º maggio 2009  |
| 10 | The High Holiday           | Ricordi d'infanzia              | 11 dicembre 2008  | 8 maggio 2009   |
| 11 | Separation Anxiety         | Pioggia di piombo               | 8 gennaio 2009    | 8 maggio 2009   |
| 12 | Dream Runner               | Il corridore dei sogni          | 15 gennaio 2009   | 15 maggio 2009  |
| 13 | Love Is a Battlefield      | L'amore è un campo di battaglia | 22 gennaio 2009   | 15 maggio 2009  |
| 14 | A Long, Strange Trip       | Un lungo strano viaggio         | 5 febbraio 2009   | 22 maggio 2009  |
| 15 | The Family Man             | Padre di famiglia               | 12 febbraio 2009  | 22 maggio 2009  |
| 16 | The Beginning of the End   | Festa di San Valentino          | 19 febbraio 2009  | 29 maggio 2009  |
| 17 | T-minus-6                  | Conto alla rovescia             | 26 febbraio 2009  | 29 maggio 2009  |
| 18 | What We Do                 | Niente è uguale                 | 5 marzo 2009      | 5 giugno 2009   |
| 19 | Old Times                  | Vecchi tempi                    | 12 marzo 2009     | 5 giugno 2009   |
| 20 | Shifting Equilibrium       | Equilibrio instabile            | 19 marzo 2009     | 12 giugno 2009  |
| 21 | I Feel Good                | Cuori fragili                   | 26 marzo 2009     | 12 giugno 2009  |
| 22 | And In The End...          | Finire e ricominciare           | 2 aprile 2009     | 19 giugno 2009  |

## La vita dopo la morte
- Titolo originale: Life After Death
- Diretto da: Christopher Misiano
- Scritto da: Joe Sachs

### Trama
Gates corre sul luogo dell'esplosione dopo aver scoperto che nell'ambulanza c'era Pratt, non Sam. Pratt, ferito dall'esplosione, viene portato d'urgenza al Policlinico dove lo staff del pronto soccorso lavora per stabilizzarlo. Alla fine, Pratt muore in seguito alla rottura della carotide. Nel frattempo, Abby ha sbagliato la diagnosi di un paziente e parla dei suoi progetti di lasciare Chicago insieme a Luka. Anspaugh fa sapere che Pratt sarebbe diventato il capo del pronto soccorso. Morris cerca di riprendersi dopo la morte di Pratt.
- Altri interpreti: Tony Hale (Norman Chapman)

## Un altro giovedì al County
- Titolo originale: Another Thursday at County
- Diretto da: Paul McCrane
- Scritto da: Lisa Zwerling

### Trama
Un nuovo gruppo di tirocinanti e il nuovo capo del pronto soccorso arrivano al Policlinico per il loro primo giorno di lavoro mentre un bioterrorista con una borsa piena di Ricina viene medicato per una gamba rotta.

## Il libro di Abby
- Titolo originale: The Book of Abby
- Diretto da: Christopher Chulack
- Scritto da: David Zabel

### Trama
Abby ottiene un lavoro a Boston e prova a lasciare il Policlinico senza far sapere la novità, ma lo staff le dimostra quanto mancherà a tutti. Abby dice addio e parte per Boston con Luka e suo figlio.

## Aggressione
- Titolo originale: Parental Guidance
- Diretto da: John E. Gallagher
- Scritto da: Janine Sherman Barrois

### Trama
Insoddisfatta per l'operato dei tirocinanti, la Banfiled decide di iniziare un nuovo sistema. Ogni tirocinanti avrà un mentore: Daria è assegnata a Gates, Ryan a Morris e Tracy a Brenner. Brenner dice a Tracy come vuole procedere ma lei insiste nel fare le cose a modo suo.

## Frankenstein al pronto soccorso
- Titolo originale: Haunted
- Diretto da: Christopher Chulack
- Scritto da: Karen Maser

### Trama
Sam è occupata dai suoi studi per un esame di farmacologia e Gates si sente trascurato. Un litigio a scuola finisce con un accoltellamento, con Brenner che cura la vittima e cerca di scoprire la verità nascosta dietro a questa storia. Morris ha una sorpresa per Neela. Gates resta bloccato nella tromba delle scale insieme a un ragazzino silenzioso nella notte di Halloween.
- Guest star: Shane West (Ray Barnett)

## Incidente di percorso
- Titolo originale: Oh, Brother
- Diretto da: Stephen Cragg
- Scritto da: Virgil Williams

### Trama
Morris si occupa del tirocinio di Chaz, il fratello di Pratt. Archie dà al giovane troppe responsabilità, finendogli per fargli compiere un grave errore.
Gates si occupa di Max Gonzalez, un veterano che vive per strada. 
Sam ha dei problemi con il suo appartamento e Gates le propone di vivere con lui, insieme ad Alex.
Neela si avvicina a Simon.

## Cura te stesso
- Titolo originale: Heal Thyself
- Diretto da: David Zabel
- Scritto da: David Zabel

### Trama
Mentre segue una bambina semi assiderata dopo una caduta nel lago, Catherine rivive l'esperienza avuta con il figlio, quando il piccolo perse la vita e fu seguito da Greene. Al bambino fu diagnosticata la leucemia.
Gates si occupa di Max Gonzalez, il veterano, che ricorda poco della sua vita, sembra riluttante al farsi curare. Andrew Wade perde il suo primo paziente.
- Guest star: Anthony Edwards (Mark Greene), Laura Innes (Kerry Weaver), Paul McCrane (Robert Romano)

## L'età dell'innocenza
- Titolo originale: Age of Innocence
- Diretto da: Paul McCrane
- Scritto da: Janine Sherman Barrois

### Trama
Al pronto soccorso viene ricoverata una donna che ha subito diverse fratture dopo una caduta dovuta ad un incendio in casa sua. L'incendio è stato appiccato da alcuni vicini che ritengono il marito della donna colpevole di molestie sessuali a una dodicenne. 
Del caso se ne occupano Morris, Brenner e alcuni tirocinanti. 
Il fatto riporta Brenner alla memoria le violenze subite da piccolo da un amico della madre. Il medico si confida con Archie. 
Gates è alla ricerca di Gonzalez che, dopo aver rifiutato le cure mediche, sembra sparito nel nulla.
Il tirocinio di Andrew sembra dover terminare in seguito a un rifiuto della Rasgotra di seguirlo dopo la perdita della paziente. La dottoressa avrà modo di ricredersi sull'operato del giovane tirocinante, in seguito anche ad un rimprovero di Dubenko.
La famiglia della paziente morta a causa della svista di Wade cita in giudizio l'ospedale per negligenza.

## Una notte da incubo
- Titolo originale: Let it Snow
- Diretto da: Charles Haid
- Scritto da: Joe Sachs

### Trama
È notte. Il pronto soccorso è semideserto e alcuni professionisti sono bloccati dalla neve.
Morris e Cate si trovano ad un convegno. Quest'occasione permette ad entrambi di confidarsi. Si viene così a sapere che Cate, dopo aver perso il figlio, aveva avuto una seconda gravidanza non andata a buon fine.
Sarah, Alex e altri due amici hanno un grave incidente stradale. Una dei passeggeri muore, Chaz si occupa del fratellino della ragazza. Sarah rimane quasi illesa mentre Alex risulterà piuttosto grave. Sam è devastata dell'accaduto e si scontra con Gates che ha permesso ai ragazzi di uscire.
Neela cerca di farsi ben volere dai tirocinanti, con scarso successo.
- Guest star: Chadwick Boseman

## Ricordi d'infanzia
- Titolo originale: The High Holiday
- Diretto da: Lesli Linka Glatter
- Scritto da: Shannon Goss

### Trama
Il cugino di Morris gli porta un camioncino pieno di ricordi del padre. Archie decide di vendere tutto ad un mercatino che affida a Jerry, tornato al pronto soccorso per un saluto natalizio. Alla fine della vendita l'uomo confida a Morris di voler tornare a lavorare lì perché dopo l'incidente di due anni prima ha faticato a trovare un nuovo lavoro. 
Neela si occupa di una giovane madre che rischia di essere rimpatriata perché clandestina. 
Cate cerca di stare accanto ad una giovane madre con un cancro incurabile. La dottoressa convince Dubenko a operare la donna per permetterle di avere più ricordi con la figlia. 
Gates ritrova Gonzalez. L'ex marine, grazie alla testardaggine di Gates, decide di farsi curare.
Sam è molto preoccupata per la salute di Alex, che riesce a sopravvivere dopo essere stato estubato.
A causa dell'incidente dei figli, Sam non riesce a perdonare a Gates di aver permesso ai ragazzi di uscire. I due si lasciano.

## Pioggia di piombo
- Titolo originale: Separation Anxiety
- Diretto da: Terence Nightingall
- Scritto da: Virgil Williams

### Trama
Al pronto soccorso arrivano quattro vittime di una sparatoria. Uno muore quasi subito mentre degli altri se ne occupano Morris e Cate con i tirocinanti.
I pazienti di Cate sono due fratelli orfani. Il maggiore è uno spacciatore che cerca di dare un futuro migliore al minore. La dottoressa cerca di convincere il ragazzo a collaborare con la polizia e di dare un futuro basato sulla legalità al fratello. 
Mentre si occupa del caso la dottoressa scopre che sarà molto difficile rimanere nuovamente incinta. 
La paziente di Morris, apparentemente ostile e non collaborativa, si rivelerà in realtà un'agente sotto copertura.
Tra i due nascerà una simpatia.
Tony e Sam si scontrano sulla fine della loro storia, la donna sembra irremovibile. Dopo un pomeriggio insieme a Gonzalez, Gates cede all'alcol e si butta tra le braccia di Daria, una delle nuove tirocinanti.
- Guest star: Justina Machado

## Il corridore dei sogni
- Titolo originale: Dream Runner
- Diretto da: Andrew Bernstein
- Scritto da: Lisa Zwerling

### Trama
In quest'episodio si vivono tre diverse possibili giornate.
Prima giornata: Neela e Ray continuano a sentirsi telefonicamente, è il compleanno del ragazzo. Neela si sveglia al pronto soccorso e si occupa di due emergenze: una ragazza con anemia falciforme che ha un'infezione alla cistifellea e un corridore feritosi mentre era sonnambulo. Entrambi i pazienti muoiono sotto i ferri. 
La dottoressa Benfield viene vista da Neela mentre si pratica un'iniezione e, dopo uno scontro con Morris sul modo di trattare il corridore, si dimette.
Neela non si presenta ad un'importante colloquio di lavoro e fuori dal pronto soccorso incontra Simon che torna dall'Australia. 
Sam consegna a Tony dei biglietti che avevano acquistato insieme dicendogli di non voler andare alla partita insieme. 
Seconda giornata: Neela fa gli auguri di compleanno a Ray. Dopo aver visto Cate farsi l'iniezione le che chiede spiegazioni. La dottoressa le spiega che sta tentando la fecondazione in vitro e ciò le procura molti squilibri ormonali.
Neela prima del colloquio incontra Simon e entrambi rivelano di essersi mancanti.
Al colloquio Neela scopre che la persona che glielo farà é Elizabeth Corday. Elizabeth ora lavora in una clinica prestigiosa, si dichiara soddisfatta e riconoscente presso il pronto soccorso. Ella ha ora otto anni. Neela lascia il colloquio prima del tempo perché in ansia per i due pazienti, che muoiono entrambi. 
Terza giornata: Neela sente Ray nel momento in cui Cate si sta facendo l'iniezione. Neela non si accorge di nulla.
Tony chiede a Sam se può portare alla partita Alex. Sam, che ancora non gli aveva dato il biglietto, accetta la proposta.
Neela trova la giusta strategia per salvare entrambi i pazienti. Prima del colloquio, che ha successo, Neela incontra Simon. Tra i due c'è gran sintonia. Dopo il colloquio i due si incontrano nuovamente e fanno sesso. 
L'episodio termina senza sapere quale delle tre giornate é realmente accaduta. 
- Guest star: Alex Kingston (Elizabeth Corday)

## L'amore è un campo di battaglia
- Titolo originale: Love Is a Battlefield
- Diretto da: Richard Thorpe
- Scritto da: Karen Maser

### Trama
Neela rivede Simon dopo il ritorno dell'uomo dall'Australia. La donna ammette di aver pensato a lui tutto il tempo che è stato via. I due finiscono per baciarsi.
Al pronto soccorso arriva una donna anziana ricoverata in seguito ad un malore. Del caso se ne occupano, tra gli altri, Tony e Sam. I due conoscono anche l'ex marito della donna. I due si sono sposati tre volte. L'ex marito della donna dà consigli di cuore a Tony, in pena per Sam. La donna si salva e l'ex le chiede nuovamente di sposarlo. 
Morris segue una ragazza che è stata investita in bicicletta. Archie ha dei dubbi sulla dinamica dell'incidente e ne parla con l'agente Claudia, la poliziotta in incognito che aveva conosciuto qualche settimana prima. 
Cate effettua la fecondazione in vitro, senza successo. 
- Guest star: Garry Marshall, Justina Machado, Christa B. Allen

## Un lungo strano viaggio
- Titolo originale: A Long, Strange Trip
- Diretto da: Mimi Leder
- Scritto da: Joe Sachs

### Trama
Il dottor Grady rintraccia fuori dal pronto soccorso un anziano in stato confusionale. L'uomo immagina la realtà come se fossero gli anni 70. Grazie ad alcune ricerche si viene a conoscenza che il suo curatore è il dottor Morgensen. Il dottore si presenta in ospedale e spiega al personale che l'anziano è stato un innovatore della medicina d'urgenza, creando le sale d'emergenza e importanti innovazioni nel campo. I medici accompagnano l'anziano fino alla morte, che avviene in modo naturale dato che l'uomo non aveva dato il consenso a tecniche di rianimazione.
La relazione tra Neela e Simon continua.
La sorella minore di Sam torna inaspettatamente nella sua vita. La ragazza le chiede di occuparsi della madre che non è in stato di buona salute. Sam rifiuta la possibilità dato che ha chiuso i rapporti con la madre quando era rimasta incinta di Alex.
Il dottor Morris riceve diversi avvertimenti da alcuni colleghi di Claudia: deve trattarla bene altrimenti se la vedrà con loro. 
- Guest star: William H. Macy (David Morgensten)

## Padre di famiglia
- Titolo originale: The Family Man
- Diretto da: Eriq La Salle
- Scritto da: Andrew Fash

### Trama
Un'automobile si scontra con un'ambulanza nel parcheggio del pronto soccorso. Brenner si prende cura della bambina, che era nell'auto, in attesa del fratello della madre, anch'essa nell'auto. 
Dopo l'arrivo dell'uomo si scopre che in realtà la madre è la zia della bambina e lo zio il padre. Dopo una tac si viene a sapere che la donna ha una grave patologia del cuore e viene messa in lista per un trapianto. Il padre della bambina, dopo anni d'assenza decide di prendersi cura della figlia ma in seguito cambia idea, lasciando la figlia in affidamento. 
Gates cerca di convincere un uomo a farsi curare anche se ha scelto di non farsi rianimare. 
Morris, convinto di avere un appuntamento con l'agente Claudia, si ritrova a dover impersonare il supereroe Super Gary a una festa di compleanno per bambini. I bambini non lo accolgono con benevolenza ma, dopo un'emergenza medica, cambiano idea. Archie e Claudia fanno sesso per la prima volta.
Neela riceve un'offerta di lavoro dalla clinica Duke, in North Carolina.
- Guest star: Justina Machado, Ariel Winter

## Festa di San Valentino
- Titolo originale: The Beginning of the End
- Diretto da: Jonathan Kaplan
- Scritto da: David Zabel e Lisa Zwerling

### Trama
È San Valentino e tutti affrontano la giornata in modo diverso.
Sam e Tony non hanno il coraggio di dichiararsi il fatto che si mancano e nel frattempo si occupano di un mago dei boschi. Il signore produce filtri d'amore con i funghi e soffre di una polmonite causata proprio dai prodotti dei suoi filtri.
Neela riceve un cd romantico da Ray ma Simon la sorprende regalandole una vacanza romantica a Venezia.
La donna malata di cuore di cui si era occupato Simon sta per ricevere un cuore nuovo ma l'ospedale da cui la donna doveva ricevere il nuovo organo sbaglia il gruppo sanguigno del ricevente e la donna è costretta ad aspettare un nuovo cuore. 
La dottoressa Banfield chiede alla nipote di donarle un ovulo. La ragazza accetta. 
Morris ha il primo litigio con Claudia perché la donna non le ha rivelato subito che uno dei ricoverati non è reduce da una rissa ma bensì la vittima di un pestaggio di alcuni poliziotti. 
Al pronto soccorso torna John Carter. Il medico chiede alla Banfield di poter far qualche turno senza stipendio. Dopo aver salutato i pochi ex colleghi rimasti a lavorare in ospedale, l'uomo si reca a fare la dialisi con aria molto triste. 
- Guest star: Noah Wyle (John Carter), Justina Machado, Ariel Winter, Wallace Shawn, David Eigenberg

## Conto alla rovescia
- Titolo originale: T-minus-6
- Diretto da: Rod Holcomb
- Scritto da: David Zabel e Lisa Zwerling

### Trama
La dottoressa Banfield e il marito vanno a un incontro come primo passo verso l'adozione di un bambino. L'esperienza si conclude presto perché i due litigano con una coppia.
Carter torna a lavorare al pronto soccorso ma quasi nessuno degli altri colleghi si fida della sua esperienza. A fine turno l'uomo confida alla Banfield di essere in dialisi: in Africa ha avuto un incidente che gli ha compromesso l'utilizzo anche del rene rimasto (aveva perso il primo dopo l'accoltellamento subito nella sesta stagione, quando Lucy aveva perso la vita).
Morris è impegnato con due pazienti troppo osservanti delle regole, il dottore cerca di farli diventare più elastici, ma i due lo diventano in maniera esagerata. La relazione tra lui e Claudia, intanto, continua.
Al pronto soccorso viene ricoverata la madre di Sam. L'anziana ha una grave polmonite ed è in stato confusionale, tanto da non riconoscere la figlia, che comunque non vedeva da quasi vent'anni. 
Brenner pensa che Lucy, la bambina con la madre che aspetta il trapianto di cuore, subisca abusi dalla famiglia affidataria e affronta con la forza il padre affidatario. Capirà di essersi sbagliato e entrerà in crisi, buttandosi nell'alcool. 
Dopo un'incomprensione con Dubenko, Neela trova il coraggio di dirgli che lascerà l'ospedale per il Duke.
A fine giornata Neela e Simon hanno un duro scontro. Lui rientra a casa ubriaco, lei è abbastanza provata dalla giornata. Simon non riesce ad aprirsi con Neela e tra i due scoppia una lite. Simon lascia l'appartamento e Neela si sente telefonicamente con Ray.
- Guest star: Judy Greer, Tony Hale (Norman Chapman), Justina Machado, Ariel Winter, Noah Wyle (John Carter)

## Niente è uguale
- Titolo originale: What We Do
- Diretto da: David Zabel
- Scritto da: David Zabel

### Trama
Mentre Morris rimoderna il suo appartamento per invitare Claudia a convivere, un malvivente spara alla donna. La poliziotta subisce un intervento perché in condizioni gravi. Tutti i dottori del pronto soccorso si occupano di lei e l'operazione va a buon fine. Morris promette a Claudia un futuro insieme.
Carter si sente male mentre tenta di salvare Claudia. Le sue condizioni sono gravi e il dottore viene trasferito in un altro ospedale, dove sarà seguito dal suo medico di fiducia.
Dando per scontato che ne sia a conoscenza, Archie parla a Neela degli abusi subiti da Simon durante l'infanzia. Per Neela venire a sapere che Simon non riesce ad aprirsi con lei è un duro colpo che la convince di non essere adatta a lui, e decide di chiudere la loro relazione.
Sam sta con la madre durante il ricovero in una casa di cura per anziani. Le due non riescono a recuperare il loro rapporto, ma Sam è convinta che ci riuscirà. Dopo un incontro con Gates, anche la madre di Sam rivela la sua volontà di appianare le divergenze con la figlia.
- Guest star: Justina Machado, Noah Wyle (John Carter)

## Vecchi tempi
- Titolo originale: Old Times
- Diretto da: John Wells
- Scritto da: John Wells

### Trama
Il vecchio amico e mentore di Carter, Peter Benton, gli fa visita all'ospedale, mentre John è ricoverato in attesa di un trapianto. Peter ora lavora al Northwester, sta ancora con Cleo ed è un padre felice del tredicenne Reese.
A Seattle Doug Ross e Carol Hathaway convincono una nonna a consentire la donazione degli organi del nipote che è morto cerebralmente dopo un incidente in bicicletta. Carol ora è una dottoressa. Doug, conversando con Neela e Sam che aspettano il cuore per il trapianto, ricorda i tempi in cui era a Chicago. Il trapianto andrà a buon fine, anche Carter riceverà il rene dal ragazzo di Seattle. John chiama Kem dopo l'operazione.
Il cuore del ragazzo di Seattle andrà alla donna assistita da Brenner, la zia della piccola Lucy.
Al pronto soccorso una giovane donna porta un bambino abbandonato in brutte condizioni. Di lui si occupano Cate e Archie. Il piccolo ha un'infezione e viene salvato. La ragazza che ha portato il piccolo si rivelerà la madre e rivela a Cate di non avere la possibilità di accudire il piccolo e lo abbandona al pronto soccorso.
Tony a Daria si occupano di un'anziana con sclerosi multipla il cui marito decide di accedere alle cure in via domiciliare.
L'episodio si conclude con Carol e Doug che ricevano la notizia della buona riuscita dei trapianti. Dopo la notizia i due si baciano, dichiarandosi il loro amore.
- Guest star: Rooney Mara, Ariel Winter, Susan Sarandon (nonna), Ernest Borgnine, Noah Wyle (John Carter), Julianna Margulies (Carol Hathaway), George Clooney (Doug Ross), Eriq La Salle (Peter Benton)

## Equilibrio instabile
- Titolo originale: Shifting Equilibrium
- Diretto da: Andrew Bernstein
- Scritto da: Lisa Zwerling

### Trama
È l'ultimo giorno di lavoro per Neela. La ragazza si scontra con Dubenko su come procedere su due casi chirurgici. Le condizioni dei pazienti porteranno Neela ad aver ragione. Prima della fine del suo turno, Neela viene salutata da tutto il personale del policlinico. La ragazza rivive i suoi anni al Policlinico mentre 
è accompagnata da Hailey a poggiare la sua targhetta sul muro delle targhe dove tutti i colleghi che se ne sono andati hanno attaccato il loro nome. Lucien e Neela si abbracciano riconoscenti del rapporto umano creatasi tra loro, in seguito Dubenko prende sotto la sua ala Andrew Wade.
All'aeroporto Neela è raggiunta da Brenner che ha un momento di autoanalisi sulla sua dolorosa infanzia e saluta Neela ringraziandola di avergli aperto gli occhi sul suo blocco emotivo. A fine turno il medico si reca da una psicoterapeuta.
Prima di prendere l'aereo Neela telefona ad Abby chiedendole se sta facendo la scelta giusta. L'amica la rassicura.
Neela arriva al nuovo ospedale dove c'è Ray ad attenderla.
Morris litiga con Claudia perché teme per la vita della sua ragazza dato che riprenderà il lavoro dopo la sparatoria che l'aveva ferita. A fine giornata Archie chiede scusa a Claudia con una sorpresa che la commuove. 
- Guest star: Justina Machado, Maura Tierney (Abby Lockhart), Shane West (Ray Barnett)

## Cuori fragili
- Titolo originale: I Feel Good
- Diretto da: Stephen Cragg
- Scritto da: Joe Sachs

Tutti i medici del pronto soccorso prestano servizio presso il Camp del Corazon, un campo per ragazzi cardiopatici dove si balla, si creano braccialetti, si scalano pareti e alla fine viene organizzato il ballo finale. Nel frattempo torna la giovane mamma che aveva abbandonato il suo bimbo qualche settimana prima e saputo che la Banfield era interessata all’adozione glielo lascia per concedere al bimbo un futuro migliore. Brenner triste per la partenza di Neela, in Louisiana insieme a Ray, continua a star vicino a Lucy, la cui mamma ha subito il trapianto di cuore e che ora ha un rigetto. A fine episodio Morris, durante il Camp, chiede a Claudia di sposarlo e insieme a Tony cantano e suonano per i ragazzi cardiopatici.
- Guest star: Rooney Mara, Justina Machado, Ariel Winter, Shane West (Ray Barnett)

## Finire e ricominciare
- Titolo originale: And in the End...
- Diretto da: Rod Holcomb
- Scritto da: John Wells

### Trama
Doppio episodio per il gran finale: ritorna Carter (e la moglie Kem, nonostante sembra che il loro rapporto non sia destinato a proseguire) a inaugurare il Carter Center dedicato alla popolazione più sfortunata, con lui la Weaver, Susan Lewis e il dottor Benton. Si uniranno anche la Corday e Rachel Greene, la figlia di Mark, che adesso è una studentessa di medicina pronta a iniziare il tirocinio al Policlinico. La ragazza, dopo aver visitato il policlinico insieme a Chaz, ha un colloquio con la dottoressa Beinfield. È il compleanno di Sam Taggart e Tony, aiutato da Alex, le regala una bellissima Mustang rossa. Dopo la morte di un'anziana paziente malata, Sam e Tony colpiti dalla devozione del marito, si riavvicinano. Neela fa un incontro via webcam con i vecchi colleghi. Si dichiara felice e soddisfatta. La vita al Policlinico continua: tutti lavorano molto, come ogni giorno. Alle quattro del mattino un’esplosione con tanti feriti crea una nuova emergenza in arrivo al County. Nella scena finale tutti i protagonisti si infilano i camici ed escono dall'ingresso pronti ad accogliere le ambulanze, con tutti loro anche Carter e la figlia di Mark.
- Guest star: Justina Machado, Thandie Newton, Alexis Bledel, Ernest Borgnine, Noah Wyle (John Carter), Sherry Stringfield (Susan Lewis), Laura Innes (Kerry Weaver), Eriq La Salle (Peter Benton), Alex Kingston (Elizabeth Corday)